# Johann Nathanael Lieberkühn
Johann Nathanael Lieberkühn (ur. 5 września 1711 w Berlinie, zm. 7 października 1756 tamże) – niemiecki lekarz, anatom i fizyk.

## Życiorys
Urodził się w 1711 roku w Berlinie jako syn złotnika Johannesa Christianusa Lieberkühna. Początkowo planował zostać, zgodnie z życzeniem ojca, teologiem, i podjął naukę w gimnazjum w Halle. Później jednak zdecydował się studiować matematykę, mechanikę i historię naturalną w Jenie. Pod wpływem nauczyciela G. E. Hambergera (1697-1755) rozpoczął naukę chemii, anatomii i fizjologii u Hermanna Friedricha Teichmeyera (1686-1744) i Johanna Adolpha Wedla (1675-1747). W 1733 roku opuścił Jenę i wyjechał do brata w Rostocku, gdzie kontynuował studia teologiczne. Tam jego zamiłowanie do nauk przyrodniczych dostrzegł Johann Gustav Reinbech (1683-1741), który przedstawił go pruskiemu królowi Fryderykowi Wilhelmowi I (1688-1740). Król zwolnił Lieberkühna z obietnicy zostania duchownym danej ojcu, tak więc mógł on poświęcić się od tej chwili studiom przyrodniczym. Lieberkühn przebywał przez pewien czas w Berlinie, gdzie został członkiem tamtejszej akademii nauk, i powrócił do Jeny w 1735 roku. Później przebywał w Erfurcie, Lejdzie i Amsterdamie. W Lejdzie uczył się u Hermanna Boerhaavego (1668-1738), Bernarda Albinusa (1697-1770), Hieronymusa Gaubiusa (1705-1780) i Gerarda van Swietena (1700-1772).
W 1739 roku otrzymał doktorat na Uniwersytecie w Lejdzie na podstawie dysertacji "De valvula coli et usu processus vermicularis". Od 1734 należał do Churfürstlich Brandenburgischen Societät der Wissenschaft, od 1737 do Deutschen Akademie für Naturkunde. Po otrzymaniu doktoratu wyjechał na pewien czas do Londynu, gdzie został członkiem Royal Society of London (1740). Później powrócił do Berlina i prowadził praktykę lekarską, zmarł w 1756 roku w wieku 45 lat.
Nazwisko uczonego upamiętnione jest w eponimicznej nazwie krypt Lieberkühna w jelicie cienkim i grubym.

## Wybrane prace
- De valvula coli et usu processus vermicularis. Lejda, 1739.
- De plumbi indole.
- Dissertationes quatuor, omnia nunc primum in unum collecta... Londyn, 1782
- Memoria
- Sur les moyens propres à découvrir la construction des viscères. Berlin 1748
- Description d’un microscope anatomique. Berlin 1745.
- De fabrica et actione villorum intestinorum tenuium hominis. Lejda, C. & G. J. Wishof, 1745.